# Fibuloides corinthia
Fibuloides corinthia es una especie de polilla del género Fibuloides, tribu Enarmoniini, familia Tortricidae. Fue descrita científicamente por Meyrick en 1912.
Se distribuye por Asia: Sri Lanka, China e India.